# Antagonist (narratologi)
Antagonisten är inom film- och litteraturvetenskap en person i motsats- eller konkurrensförhållande till den person eller den rollfigur som betraktas som huvudperson. För att berättelsen inte ska bli alltför polariserad eller entydig, brukar författare ändå försöka skapa viss sympati för antagonisten hos läsaren, eller ge antagonisten starka drag av patos och driftighet på ett sätt som verkar lockande. I en berättelse där hjälten är skurken i historien, t.ex. Richard III så brukar antagonisten kallas för "antiskurk", en parafras på antihjälten. Antiskurken fyller funktionen av antagonisten i det att antiskurken försöker hindra huvudpersonen från att nå sitt mål, men huvudpersonen i historien är osympatisk eller rent av ond. 
Begreppet antagonism används även i diskursanalys, där konflikten mellan två synsätt eller förhållanden jämförs.

## Exempel på antagonister
- Darth Vader i Star Wars
- Tengil i Bröderna Lejonhjärta
- Anton i No Country for Old Men
- Tybalt i Romeo och Julia
- Döden i Det Sjunde Inseglet

## Exempel på antiskurkar
- Richmond i Richard III
- Macduff i Macbeth
- Hal i Thelma & Louise
- Dribble Top Cat